# Ричард III (драма)
Ричард III (енгл. Richard III; пун назив дела Трагедија краља Ричарда III, енгл. The Tragedy of King Richard III), историјска је драма Вилијама Шекспира, написана око 1593. године. Она приказује успон и кратку владавину Ричарда, војводе од Глостера, касније енглеског краља Ричарда III. Драма је објављена у Првом Фолију и Првом Кварту, иако ова два издања пружају увид у различите верзије догађаја. У Првом Кватру дјело се спомиње као трагедија. У Првом Фолију, драма је представљена као дјело највеће дужине, након чега по датом параметру слиједи Хамлет. Такође, дело представља директни наставак драма које се баве тематиком Ратова Ружа, тиме заокруживши прву Шекспирову тетрологију, која укључује три дијела Хенрија VI и на крају завршава са Ричардом III.
После дугогодишњег Рата Ружа, између породица Ланкастер и Јорк напокон је завладао миран период владавине краља Едварда IV, представника куће Јорк. Његов млађи брат Ричард смишља начин на који би могао да оствари своје планове усмјерене ка свом устоличењу као краља Енглеске. Својим сплеткама, проницљивошћу и довитљивим умом, богатим фаталистичким идејама и убрзаном егзекуцијом истих, Ричард се кроз дело постепено рјешава свих људи који му стоје на путу ка енглеској круни. Међутим, и тиранин Ричард доживљава свој крај у бици са Ричмондом код Босворта, изгубивши свој живот, док на престо долази Ричмонд, будући краљ Хенри VII. Ричмонд жени младу Елизабету, кћер краља Едварда IV и краљице Елизабете, тиме напокон уједињујући деценијама завађене куће Јорк и Ланкастер.
Шекспиров извор и инспирација повучени су из дела бројних књижевних стваралаца попут: Томаса Мора, Едварда Хола и Рафаела Холиншеда. Догађаји описани у делима разликују се од истинитих догађаја из Ричардовог живота и додатно су допринијели његовој озлоглашености.
Ричард Трећи је извођен у позоришту, а драма је адаптирана и за потребе стваралачког опуса модерног филма и телевизије. Улогу Ричарда су играли неки од најпознатијих светских глумаца попут: Лоренса Оливијеа, Ијана Макелена, Ал Пачина, Бенедикта Камбербача, и осталих.

## ПозицијаРичарда IIIу Шекспировом опусу
Драма Ричард III, један је од ранијих Шекспирових комада, који са три дела драме Хенри VI чини прву Шекспирову тетралогију. После Хамлета, ово је најдужа Шекспирова драма.

## Основни заплет
Након дугогодишњег грађанског рата између краљевских династија Јорк и Ланкастер, у Енглеској је уследио период мира под владавином краља Едварда IV Јорка. Његов млађи брат Ричард, жељан владарске моћи, почиње да кује планове како да се домогне престола. На путу до власти он ће уклонити сваког ко му стане на пут.

## Ричард III као негативни јунак
Кроз драму Ричард III Шекспир је изградио једног од најпознатијих негативних јунака у историји књижевности и тиме извршио снажан утицај на будуће токове европске књижевности.
Злобан, жељан моћи и физички деформисан, Ричард користи своју интелигенцију и манипулаторске вештине да би се домогао престола, а не преза од злочина како би уклонио сваког ко му се нађе на путу. Карактеришу га добре реторске способности, психолошка комплексност, макијавелистички приступ политици и спретно владање сваком ситуацијом.
Иако је реч о изразито негативном књижевном лику, он је у структури драме тако позициониран да, упркос свим негативним аспектима, наводи публику да према њему заузме амбивалентан став и осети дозу емпатије.

## Ликови
- Краљ Едвард IV
- краљеви синови:
  - Едвард, принц од Велса; касније краљ Едвард V,
  - Ричард, војвода од Јорка
- краљева браћа:
  - Џорџ, војвода од Кларенса,
  - Ричард, војвода од Глостера, касније краљ Ричард III,
- Едвард, Кларенсов синчић
- Хенри, гроф од Ричмонда; касније краљ Хенри VII
- кардинал Баучер, кантерберијски архиепископ
- Томас Родерам, јоршки архиепископ
- Џон Мортон, епископ у Илији
- војвода од Бакингема
- војвода од Норфока
- гроф од Сарија, његов син
- гроф Риверс, брат краљице Елизабете
- Елизабетини синови:
  - маркиз од Дорсета
  - лорд Греј
- гроф од Оксфорда
- лорд Хастингс
- лорд Стенли, зван и гроф од Дарбија
- лорд Лавел
- сер Томас Вон
- сер Ричард Ратклиф
- сер Виљем Кејтсби
- сер Џемс Тирел
- сер Џемс Блант
- сер Волтер Херберт
- сер Роберт Брекенбери, управник Лондонске куле
- сер Виљем Брандон
- Кристофер Урсвик, свештеник
- други свештеник
- председник лондонске општине
- шериф Вилтшира
- Тресел и Баркли, племићи у пратњи леди Ане
- Елизабета, жена краља Едварда IV
- Маргарета, удовица краља Хенрија VI
- војвоткиња од Јорка, мајка краља Едварда IV, Џорџа од Кларенса и Ричарда од Глостера
- леди Ана, удовица Едварда, принца од Велса; касније удата за војводу од Глостера
- леди Маргарета Плантагенет, млада кћи војводе од Кларенса
- лордови и други пратиоци; два племића, гласников помоћник, писар, грађани, убице, гласници, духови оних које је побио Ричард III, војници итд.[3]

## Радња

### Чин I
Драма почиње Ричардовим (војвода од Глостера) монологом у ком се на самом почетку радње износе Ричардове мисли, планови и идеје. Све невоље куће Јорк су се завршиле захваљујући побједи његовог брата краља Едварда IV. Сунце је напокон обасјало кућу Јорк и тама је нестала. Потомци куће Јорк сада носе вијенац побједе на глави, а свој ратни оклоп и оружје су оставили са стране као декорацију. Умјесто позива трубе за битку, сада присуствују забавама. Умјесто да на коњима јуришају ка непријатељу, они у њиховим собама забављају даме праћене уз свирку лауте. Међутим, Ричарда природа није обдарила изгледом и моћима да плеше испред лијепих нимфи и учествује у дружењу са својим савременицима. Његово лице и цјелокупну појаву не карактеришу контуре нормалног, већ непропорционалног и деформисаног. Ричард узрок налази у пријевременом изласку из мајчине утробе, те чак и пси лају на њега када шепа поред њих. Ништа му не преостаје да ради у овом досадном времену, осим ако неће да стоји испред сунца и ужасава се својом квргавом сјеном. Тада осмишља план како да завади своју браћу Едварда IV и Џорџа (војводу од Кларенса), те да искористи тај чин као увертиру за своје дугорочне намјере. Тврдећи да Кларенс планира да убије краљеву дјецу, Ричард је издејствовао Кларенсово одвођење у Лондонску кулу, док га истовремено убјеђује да је то дјело краљице Елизабете. Лорд Хејстингс доноси вијест да је Краљ Едвард IV смртно болестан, што Ричард види као прилику да се што прије ријеши Кларенса. Такође намјерава да се удвара Лејди Ани, иако она и даље тугује због смрти свог супруга Едварда од Вестминстера (принца од Велса) и свог свекра, краља Хенрија VI.
Тијело краља Хенрија VI је на носилима, а за њим иде Лејди Ана, његова снаха, у црној ношњи, уз пратњу. Лејди Ана говори слугама да спусте тијело часног Хенрија VI, како би оплакала смрт овог доброг човјека. Краљевска крв је истекла из њега, али ће она ипак причати са његовим духом. Говори му како је исти човјек који је убио његовог сина, сада убио и њега. Једино што она може јесте да лије сузе у оне исте ране из којих је његова душа изашла. Проклиње онога који је направио те рупе, његово срце и крв. Прижељкује му гори крај него што би пожељела вуковима, пауцима, жабама. А ако икада буде имао дијете, нека се оно роди прије времена, нека изгледа као чудовиште, тако да се сопствена мајка уплаши од њега. Ричард долази и њежно говори са њом, удварајући јој се и запросивши је. Упркос проклињањима, Лејди Ана прихвата прстен дарован од стране Ричарда.
Улазе краљица Елизабета, Маркиз од Дорсета, Лордови Риверс и Греј. Покушавају да смире Елизабету говорећи јој како ће Едвард IV ускоро бити боље. Елизабета се пита шта ће је снаћи уколико Едвард умре, и да Ричард, војвода од Глостера, има велики утицај на њене синове. Одлучено је да Ричард буде намјесник, али то још увијек није јавно објављено. Улази Ричард, оптужујући Елизабету и њене рођаке да желе смрт краља Едварда, као и за заточеништво Кларенса. Улази краљица Маргарета, проклињући Ричарда, Елизабету, Лордове Хејстингса, Риверса и Дорсета.
Кларенс говори са чуваром Лондонске куле. Сањао је ужасан сан, у коме је побјегао из Лондонске куле, и укрцао се са Ричардом на брод за Француску. Ричард га је позвао да изађу на палубу брода. Присјећали су се бројних ратова између породица Јорк и Ланкастер. Док су корачали, изгледало је као да се Ричард саплео. Кларенс је хтио да му помогне и ухватио га је за руку, али га је у том тренутку Ричард гурнуо преко палубе. Било је ужасно давити се. Могао је да види остатке бродова, рибе које су оглодале кости морнара до сржи, гомилу злата, бисера и драгоцјеног накита, заборављено је то несрећно благо лежало на дну мора. Такву ноћ не би хтио поново да проживи, а овај сан тумачи као гаранцију остатка живота препуног срећним данима. Успјевши напокон да заспи, у том тренутку улазе убице. Кларенс моли за милост, говорећи да ће његов брат Ричард богато платити уколико Кларенс остане жив, али му убице говоре да је управо Ричард тај који је наручио његово убиство. Убијају Кларенса и напуштају мјесто злочина.

### Чин II
Краљу Едварду се побољшало здравље, али оно што тражи од свих јесте да заувијек истрају у заједништву. Не жели мржњу између Лордова Риверса и Хејстингса, стога им говори да пруже једно другом руку помирења. Након руковања, Едвард IV им говори да одрже ријеч коју су дали иначе ће им Бог бити судија, откриће њихове лажи, и један другом ће на крају бити смрт. Улази Ричард, извињавајући се Елизабети и њеним рођацима за изговорене ријечи. Чини се да је све у реду, и Едвард IV говори да је опростио Кларенсу, не знајући да је он већ мртав. Ричард саопштава злу вијест, што доводи до тога да краљ Едвард криви себе за Кларенсову смрт и одмах му се здравствено стање погоршава.
Мајка Едварда, Кларенса и Ричарда улази са кћерком и сином војводе од Кларенса. Дјеца је питају да ли је њихов тата мртав и шта је разлог њеног сталног плакања. Зашто кад год их погледа одмахне својом главом и зове их сирочићима и несрећницима? Бака признаје да је Кларенс мртав и да не криве краља Едварда за то, јер ни не сумњају у то ко је убица њиховог оца. Улази краљица Елизабета плачући, јер је краљ Едвард мртав. Обије жене плачу. Ричард и војвода од Бакингема смишљају начин како да доведу младе принчеве, синове краља Едварда IV, у Лондон.
Грађани се питају какав ће бити њихов положај, сада када је краљ Едвард мртав. Неки говоре како ће његов син владати, али док не постане пунољетан, његови намјесници ће управљати државом. Ипак, постоји велика брига око питања ко ће добити звање намјесника.
Елизабета чека повратак свог сина. Млади војвода од Јорка каже како је ујак Ричард упоредио њега и Едварда. Њега са ружним коровом који брзо расте, а другог брата са малом грациозном биљком. Од тада, млади војвода не жели тако брзо да порасте. Гласници улазе доносећи грозну вијест о заточеништву Лордова Греја и Риверса у Помфрету, као и Господина Томаса Вона, и све то по наредби војводе од Глостера и војводе од Бакингема. Елизабета слути да ће њена породица ускоро пропасти.

### Чин III
Војвода од Бакингема и војвода од Глостера дочекују младог принца Едварда, сина краља Едварда IV. Принц прижељкује да су сви ујаци тренутно ту да га дочекају.  Војвода од Глостера тврди да су му они били лажни пријатељи и да се треба чувати таквих особа. Улази Лорд Хејстингс говорећи како су принчева мајка Елизабета и његов брат војвода од Јорка потражили уточиште у Вестминстерској Опатији. Бакингем наређује Кардиналу да оде до Опатије, и ако је потребно на силу узме младог војводу од Јорка. Војвода од Глостера савјетује младог принца Едварда да се одмори у Лондонској кули. Млади војвода од Јорка долази, и обојица се упућују ка Лондонској кули. Бакингем, Ричард и Сер Вилијем Кејтсби смишљају план како да именују Ричарда за краља Енглеске. Кејтсбијев задатак је да убиједи Лорда Хејстингса. Уколико Хејстингс не стане на њихову страну, остаће без главе. Ричард даје обећање Бакингему да ће оног тренутка кад постане краљ, Бакингему поклонити грофовију Херфорд. Гласник долази код Лорда Хејстингса носећи поруку од Лорда Стенлија. Стенли је сањао како му Ричард одрубљује главу, и моли Хејстингса да не присуствују сјутрашњем састанку, већ да побјегну на сјевер и тако се спасу. Хејстингс поручује да нема чега да се плаши, јер ће их Кејтсби обавијестити ако се нешто догоди. Кејтсби долази код Хејстингса говорећи му о сутрашњем погубљењу краљичине браће, као и да се Ричард нада његовој подршци на сјутрашњем окупљању. Хејстингс не мари за краљичину браћу, али никада неће подржати Ричардову намјеру да постане краљ Енглеске. Сер Ричард Ратклиф изводи краљичину браћу и Томаса Вона из ћелије. Бивају погубљени. Браћа се надају да ће Бог чути Маргаретина проклињања и надају се да невина крв више неће бити проливана. Бакингем, Стенли, Хејстингс, бискуп од Елија, Ратклиф и Лавел држе састанак са намјером да одлуче када би био погодан тренутак за Ричардово крунисање. Бакингем говори Ричарду да га Хејстингс неће прихватити за краља. Ричард оптужује краљицу Елизабету и госпођу Шор да кују завјеру против њега користећи разне ђаволске чаролије, показујући на своју руку. Хејстингс је покушао направити дигресију, што је Ричард схватио као покушај издаје, наредивши да му се глава одруби истог тренутка. Стенлијев сан је постао самоиспуњујуће пророчанство, упркос Хејстингсовој невјерици. Тешка времена ставиће своје окове на Енглеску.

### Чин IV
Краљица Елизабета, војвоткиња од Јорка и Лејди Ана одлазе до Лондонске куле у нади да ће видјети младе принчеве, али Сер Роберт Брекенбери (управник Лондонске куле) им не дозвољава, говорећи да је Лорд заштитник (мислећи на Ричарда) изричито забранио. Стенли саопштава да ће Лејди Ана бити крунисана у Вестминстеру као будућа краљица Енглеске. Елизабета савјетује Дорсета да смјеста напусти Енглеску и упути се ка Француској, како би се састао са Ричмондом. Лејди Ана се присјећа тренутка када је проклела Ричардову будућу супругу, ни не слутећи да ће баш она то постати. Предосјећа да ће је се Ричард ускоро ријешити. Ричард је крунисан као нови краљ Енглеске. Његова сљедећа одлука јесте да се ријеши принчева, те стога проналази човјека по имену Џејмс Тирел који вођен финансијским интересима обавља послове за Ричарда. Ричард налаже да се људима подијели вијест о болести његове супруге Лејди Ане и вјероватноће да ће ускоро умријети. Ричард жели убрзати процес разрјешавања његове ситуације, те елиминацијом фигура које му потенцијално угрожавају положај, стићи до датог циља. Бакингем тражи од Ричарда грофовију од Хартфорда. Ричард се присјећа како му је Хенрy VI рекао да ће будући краљ бити Ричмонд. Прошлог пута када је Ричард био у Ексетеру, градоначелник му је показао замак по имену Ружмонт. Сјећање на поруку једног ирског пјесника да ће умријети непосредно након што види Ричмонда јавило се у Ричардовој свијести. Бакингем је свјестан да му Ричард не жели удијелити грофовију и доноси одлуку да оде свом породичном дому у Брекон у сјевероисточном Велсу. Двоје убица које је Тирел унајмио (Дигтон и Форест) су угушили принчеве. Убице су умало поклекле пред сликом загрљених дјечака, али је превагнула рука досљедности извршењу крвавог задатка. Ричард је потом оженио Кларенсову кћер  Лејди Маргарет за човјека скромне имућности. Ричардов сљедећи потез јесте да ожени Елизабету, кћер Едварда IV и тако осигура круну, јер зна да је ова дама привукла и Ричмондову пажњу. Ратклиф доноси вијести да је Бискуп од Елија побјегао ка Ричмонду, као и да је Бакингем окупио Велшку војску. Маргарета, Елизабета и војвоткиња од Јорка се окупљају. Напокон, Маргаретино предсказање се обистинило, и једини сценарио који остаје Елизабети и Ричардовој мајци јесте да оплакују своје вољене, одведене у заборав од стране Ричардове руке. Маргарета одлази у Француску. Улази Ричард са пратњом. Мајка му говори да никада није доживјела срећан тренутак откад га је родила. Проклиње га у нади да ће га њена клетва изморити у бици која престоји, као и да ће умријети срамотном смрћу управо на начин какав је и његов живот био. Ричард изражава жељу Елизабети да ожени њену младу кћер Елизабету и даје јој дужност да је убиједи. Ричард истиче Елизабети да се она треба радовати догађају што ће њена кћер бити будућа краљица Енглеске, те да ће се она као будућа бака, радовати својој унучади. Ратклиф и Стенли упозоравају Ричарда да се Ричмондова армија упутила ка обали, заједно са Дорсетом, Бакингемом и Мортоном (бискупом у Елији). Ричард их шаље да потраже војводу од Норфока који мора да окупи сву војску која је тренутно доступна. Стенли га обавјештава да је сва војска стационирана на сјеверу. Ричард сумња у Стенлијеву оданост, говорећи му да остави свог сина Џорџа као гаранцију сигурности и компензације, за случај да Стенли не окупи војску. Сер Едвард Кортни и Бискуп од Ексетера су се окупили у Девону. Услед временских неприлика, Бакингемова војска се раставила, а самом Бакингему не може се ући у траг. Сер Томас Лавел и Лорд Маркиз од Дорсета су окупили војску у Јоркширу. Ричмонд се наводно вратио у Британи, али Ричард посредством гласника сазнаје да је Ричмонд тренутно заправо у Милфорду, док је Бакингем заробљен. Потом Ричард доноси одлуку да се заједно сви запуте ка Солсберију. Стенли даје писмо Сер Кристоферу упозоравајући га да не смије помоћи Ричмонду, јер Ричард држи његовог сина као таоца. Сер Кристофер му говори да је Ричмонд у Пембруку и да се запутио ка Лондону.

### Чин V
Бакингем говори шерифу да жели да прича са Ричардом. Бакингем тек сада увиђа да ће дијелити судбину свих људима које је Ричард лично усмртио, те изражава кајање что је указао повјерење Ричарду, налогодавцу свих Бакингемових недјела. Бакингема је напокон стигла Маргаретина клетва. Ричмонд и његови одани пријатељи и присталице су на један дан марша од Лестера. Ричард и његова војска подижу шатор на Босворт пољу и осмишљају стратегију за сјутрашњи напад. Постављен је и шатор Ричмонда, који даје поруку Капетану Бланту за Лорда Стенлија. Ричмонд и Стенли се састају, гдје је Стенли пожелио срећу Ричмонда у сјутрашњем боју, те немогућност да му помогне, иако је истински на његовој страни. Ноћ пада, а Ричард и Ричмонд у својим шаторима спавају. Мртве душе се појављују у њиховим сновима, благосиљајући Ричмонда а проклињући Ричарда у сјутрашњој бици. Ричард се буди, далеко више уплашен од духова који прогањају њега као извршиоца крвавих недјела, него од силине Ричмондове војске са којом се сјутра треба борити. Грижа савјест изједа његове мисли. Свиће зора. Све је спремно за бој. Стенли одбија да доведе своју војску. Битка почиње. Ричардов коњ је убијен, те је Ричард изложен великој опасности. Ричард и Ричмонд се боре, гдје Ричард бива смртно рањен и умире. Ричмонд ће оженити младу Елизабету, те допринијети уједињењу двију кућа, куће Јорка и куће Ланкастера.

## Датум и текст
Извјесна је вјероватноћа да је Рицхард III једно од најранијих Шекспирових дјела. Дјело је уписано у Стејшонерс Регистар од стране Ендруа Вајза 20. октобра 1597. године. Валентајн Симс је урадио прву страницу издања Први Кватро (Q1). Нова  издања су објављена 1598. године, 1602. године, 1605. године, 1612. године, 1622. године, 1629. године и 1634. године. Бројни штампари су били дио процеса штампања (попут Томаса Крида, Томаса Пурфота и Џона Нортона). Године 1623. је објављен Први Фолио (Ф).
Први Фолио је дужи од Кватро издања, јер се састоји од око педесет одломака који садрже око двјеста стихова. Ипак, Фолио садржи око тридесет и седам стихова који нису заступљени у Кватро издању. Оба издања садрже бројне промјене попут граматике и правописа, положај ријечи у говору, замјену синонима, чак и изостанак неких ликова.
Вјерује се да је Кватро издање колективно произашло из способности глумаца који су памтили своје стихове, усљед недостатка транскрипта. Први Фолио се сматра успјешнијим издањем од Кватро издања, упркос чињеници да и у Фолио издању можемо пронаћи грешке и извјесне корекције.

## Теме

### Комични елементи
Иако се као жанровске категорије драме Ричард III наводе историја и трагедија, ово дјело садржи бројне хумористичне елементе. Један од примјера јесте сцена у којој Ричард покушава да убиједи Елизабету како је он погодан за женидбу са њеном кћерком "Murder her brothers, then marry her; Uncertain way of gain ..." (4.2.65). Војвода од Бакингема покушава да убиједи Лондонце да изаберу Ричарда за краља "I bid them that did love their country's good cry, God save Richard, England's royal king!" Richard: "And did they so?" Buckingham: "No, so God help me, they spake not a word ..." (3.7.20-25). Трећи примјер јесте када се Ричард удвара Лeјди Ани, иако јој је убио супруга и свекра "Was ever woman in this humour woo'd? Was ever woman in this humour won? I'll have her; but I will not keep her long…" (1.2.234-235). Ричард често кроз ове хумористичне елементе који добијају обрисе парадокса указује и на промјенљивост и нестабилност свијета и људске ћуди у тешким животним ситуацијама.

### Судбина
Двије важне особине се сусрећу у Ричарду Трећем, слободна воља и фатализам. По Калвинистичкој доктрини предестинације, успон и пад Ричарда Трећег, као и долазак нове династије Тјудор на престо, представља Божји план. Са друге стране, Ричард III представља Макијавелистичког владара, који је окрутан у једном тренутку, а доброћудан у следећем. Ричард каже "I’m determined to prove a villain" (1.1.40), тиме доносећи одлуку да ће постати злочинац, али ипак, можда му је ова улога злочинца већ предодређена. Испреплетеност ових својстава његове личности је присутна кроз читаво дјело, али се оне смјењују у фазама, гдје доминирају индивидуално. Слободна воља служи као увертира фаталистичким одлукама које Ричард доноси. Сер Томас Мор је представио Ричарда као тиранина и криминалца. Рука Божје Правде стиже кроз ријечи краљице Маргарете. Јанис Лул тврди да Маргарета  "gives voice to the belief, encouraged by the growing Calvinism of the Elizabethan era, that individual historical events are determined by God, who often punishes evil with (apparent) evil." Ирвинг Рибнeр види Ричарда као Божју казну "the evil path of Richard is a cleansing operation which roots evil out of society and restores the world at last to the God-ordained goodness embodied in the new rule of Henry VII."

### Рат
Драма почиње пред сами завршетак Рата Ружа који представља низ грађанских ратова између породица Јорк и Ланкастер, двију гране краљевске лозе Плантаженет. Мир је напокон накратко завладао у периоду владавине Едварда Четвртог, што обиљежава почетак драме. Међутим, вијек трајања овог затишја ће бити скраћен, остварењем Ричардових намјера да отклони чланове своје породице и политичке непријатеље. Једина битка у дјелу, која је уједно и пресудна, јесте битка на Босворт Пољу. Након Ричардове смрти, нова династија Тјудор долази на пријесто, чиме се Рат Ружа сматра окончаним, а почетак владавине Тјудора доноси ново доба мира и напретка.

## Представе
Прва одиграна представа о Ричарду Трећем десила се у новембру 1633. године на рођендан Краљице Хенријете Марије од Француске, којој су присуствовали краљ Чарлс И Стјуарт и сама краљица.
Тек 1700. године је одржана следећа представа Ричарда III, и то захваљујући Коли Сиберу, који је приказао дјело у позоришту Друри Лејн у Лондону. Сибер је и сам играо улогу Ричарда III, и то све до 1739. године. Сибер је укључио стихове за које је познато да не припадају Шекспиру, попут "Off with his head! So much for Buckingam." (3.4). Позориште Садлeр Вeст у Лондону сe вратило оригиналном сценарију дјела 1865. године.
Лоренс Оливије и Ијан МаКелен су играли Ричарда III како на позорници, тако и на великом платну. Ијан МаКелен је сам написао сценарио за филма, а Оливије је играо Ричарда на позорници 1940-их година, и глумио га је на филму 1955. године. Ал Пачино је играо Ричарда III на сцени, да би 1996. године направио документарац Looking for Richard.
Године 2011. Кевин Спејси је глумио Ричард у Олд Вик позоришту у Лондону, са чијом глумачком поставом је обишао и Сједињене Америчке Државе у својству тумачења драме Ричарда Трећег.

### Представе Ричарда Трећег у региону
Ричард Трећи се давне 1898. године нашао на репертоару народног позоришта  у Београду, у преводу Лазе Костића. 1901. године је играна нова представа са Александром Ивановичем Јужином у главној улози. Представа је била на високом нивоу. Године 1906. улогу Ричарда III одиграо је Михаило Исаиловић, који се прославио играјући улоге на њемачким позорницама. Љуба Станковић је тумачио главну улогу 1908. године. После Првог светског рата, 1922. године, Михаило Исаиловић режира и игра Ричарда III, а критика даје повољне коментаре о његовом стваралаштву. Године 1972. Мијо Алексић игра Ричарда III, у режији Доктора Хуга Клајна, али представа није наишла на позитивне коментаре. Предраг  Мики Манојловић  је одиграо Ричарда III 1992. године, у режији Виде Огњеновић. После 25 године од последњег извођења представе, 2017. године у режији Снежане Тришић одржана је представа на Великој сцени Народног позоришта у Београду. 12 2017. године је одржана представа у Градском Драмском казалишту Гавела у Загребу у режији Александра Поповског. Љубиша Ристић 2018. године режира Ричарда Трећег, а сама представа је приказана у Доњем граду на Калемегдану. Представа Ричард Трећи је 2019. године отворила VI Шекспир Фестивал у Српском народном позоришту у Новом Саду, такође у режији Александра Поповског, док је главног глумца играо Озрен Грабарић.

### Адаптације на филму и телевизији
Кућа ББЦ Телевизија Шекспир је на малим екранима донијела Ричарда III 1983. године, гдје је главну улогу тумачио Рон Кук.
ББЦ Тwо је 2016 .године донио адаптацију Ричарда III као дио серије The Hollow Crown, са Бенедиктом Камбeрбачом у главној улози.

## Историјска нетачност
Познато је да је Шекспир живио и писао у доба ере Тјудорових, те да се од тадашњих стваралаца захтијевало да нагласе супериорност владавине династије Тјудорових, па стога не чуди чињеница што је управо последњи краљ из претходне династије (породице Јорк), окарактерисан управо и као најгори тиранин у земљи. Добробит лозе Тјудор почива на чињеници да се члан породице Јорк уклони. Шекспир се угледао на Едварда Хола и Томаса Мора. Мор је радио на два превода Историје Ричарда Трећег, на латинском и енглеском језику, који су написани између 1513. и 1518. године. У књизи је описао физичке особине Ричарда, попут искривљених рамена и искривљене усне, као и о несрећи Ричардових братанаца. Мор пише о Ричарду "Richard Duke of Gloucester [...] was little of stature, evil-featured of limbs, crook-backed, the left shoulder much higher than the right, hard-favoured of visage [...] He was malicious, wrathful, and envious, and, as it is reported, his mother the Duchess had much ado in her travail, that she could not be delivered of him uncut, and that he came into the world the feet forward, as men be born outward and, as the fame ran, not untoothed.." Хол је допунио Морова писања у књизи Савез двије племените и илустраторске породице Ланкастер и Јорк.<rеf namе="#2"/>
Шекспир је такође био инспирисан од стране Рафаела Холиншеда и дјела Хронике Енглеске, Шкотске и Ирске из 1587. године, стога то може и бити извор који је довео до историјске нетачности између живота Ричарда Трећег у драми и његовог стварног живота. Иако у драми Лејди Ана Невил криви Ричарда Трећи за убиство Едварда од Вестминстера (сина краља Хенрија VI) и свог оца (Грофа од Ворика), владар Ричард Трећи заправо није био одговоран за ова убиства. Обојица су заправо убијени у бици код ија, а Ворик је убијен у бици код Барнета. Ричард је тада имао само осамнаест година, и историчари га не сматрају повезаним са овим убиствима. Вјерује се да је убиство Хенрија VI заправо наручено од стране Едварда IV, а не од Ричарда, како је написано у драми. Лејди Ана Невил и Ричард су се познавали дуго времена, прије него што су постали супружници. Вјерује се да је Лејди Ана умрла од туберкулозе, те нема никаквог доказа да је Ричард убио. Џорџ, Војвода од Кларенса је погубљен од стране Едварда IV усљед издаје 1478.године, а Ричард је за то вријеме боравио у Сјеверној Енглеској, и тек се вратио по Едвардовој смрти. Ричард је постао Лорд Заштитник (намјесник) по жељи свог брата Едварда IV. Још увијек је непознато шта се десило са принчевима у Лондонској Кули, те њихов нестанак остаје необјашњен. Ричард је постао краљ Енглеске актом Парламента, јер се сматрало да је Едвардов брак са Елизабетом нелегалан.
На Босворт Пољу није дошло до сукоба између Ричарда и Ричмонда. Стeнли браћа су издала Ричарда, а по његовом сазнању о њиховој издаји, Ричард је на бојном пољу повикао "Treason" Историјски докази говоре да је Ричард пао са коња у току битке, али да није желио да узме новог, те се стога борио на ногама, што је довело до његове смрти. У самој драми Ричард је понудио своје краљевство за новог коња, узвикујући  "A horse! a horse! my kingdom for a horse!" (5.4.7). Након открића његовог тијела на паркингу у Лестеру 2012. године, уз помоћ рендгена је утврђено да Ричард Трећи није имао грбу на леђима, већ само блажи облик сколиозе кичме.